# GHWE T9
Der GHWE T9 war ein Schienenbus der Gardelegen-Haldensleben-Weferlinger Eisenbahn. Er wurde 1937 aus einem Omnibus aus Berlin umgebaut. Mit ihm und anderen Fahrzeugen wurde der Personenverkehr der Gesellschaft abgewickelt. Das Fahrzeug wurde nach 1945 von der Deutschen Reichsbahn übernommen und als VT 133 511 eingereiht. Um 1957 ist der Schienenbus ausgemustert worden.

## Geschichte
Die Ursache für die Beschaffung des Schienenbusses lag in der ungenügenden Finanzlage der Gesellschaft, die sich keine Neubaufahrzeuge leisten konnte.
So wurden Anfang der 1930er Jahre insgesamt neun Doppeldeckerbusse von der Berliner Verkehrsgesellschaft gekauft und als Schienenfahrzeuge umgebaut. Diese wichen hinsichtlich ihrer Bauweise erheblich von den Vorschriften für Schienenfahrzeuge für Klein- und Nebenbahnen ab. So hatten die Fahrzeuge
- keine federnde Zug- und Stoßeinrichtung, sondern lediglich eine Prallplatte und einen Anhängehaken zum Abschleppen,
- keine Möglichkeit für den Einsatz in beiden Fahrtrichtungen, sondern lediglich einen Rückwärtsgang für 15 km/h Geschwindigkeit, das Fahrzeug musste an den Endstationen gedreht werden,
- keine auf den Achsen aufgepresste Räder, sondern mit Kugellager befestigte Radscheiben,
- die Räder waren aus Ringteilen zusammengebaut und die Radreifen mit Senkkopfschrauben darauf montiert.

Die Kleinbahnabteilung in Hannover fühlte sich bei der Lösung dieser Aufgaben überfordert und zog das Reichsbahn-Zentralamt Berlin hinzu. Der Schriftwechsel zwischen den genannten Behörden zog sich über 13 Monate hin, bis am 29. Oktober 1933 der erste Schienenbus in Dienst gestellt werden konnte. In der Zwischenzeit waren strittige Themen wie die Gestaltung der Räder und Achsen und die Bremsen auf eisenbahntypische Konstruktionen umgeändert worden. Eine Totmanneinrichtung sowie optische und akustische Signaleinrichtungen wurden hinzugefügt.

### GHWE T9
Der GHWE T9 war mit einem Holzgasantrieb ausgerüstet. Zur Unterbringung musste das hintere Verdeck geändert werden, auf dem der Kessel des Holzvergasers installiert wurde. Das Oberdeck war als Fahrgastraum gestaltet, was zu Nachweispflichten für die erhöhte Masse und das Lichtraumprofil führte. Der Schienenbus hatte einen höheren Kraftstoffverbrauch als ein Neubautriebwagen und war im Vergleich zu diesen umständlicher zu bedienen.
Die Gardelegen-Haldensleben-Weferlinger Eisenbahn setzt den Schienenbus bis zur Beschaffung der GHWE Nr. 51 bis 53 und GHWE Nr. 61 ein. Der GHWE T9 wurde 1942 an die Kleinbahn Wegenstedt–Calvörde abgegeben. 1948 forderte ihn die GHWE zurück.

### VT 133 511
Von der Deutschen Reichsbahn wurde er als VT 133 511 bezeichnet. Formell wurde er zum Bahnbetriebswerk Prenzlau umbeheimatet, wo er 1957 ausgemustert wurde. Das Verschrottungsdatum ist nicht bekannt.